# Liste der Monuments historiques in Chaumesnil
Die Liste der Monuments historiques in Chaumesnil führt die Monuments historiques in der französischen Gemeinde Chaumesnil auf.

## Liste der Objekte
| Bezeichnung                 | Beschreibung                                  | Standort                        | Kennzeichnung | Schutzstatus | Datum | Bild |
| --------------------------- | --------------------------------------------- | ------------------------------- | ------------- | ------------ | ----- | ---- |
| Drei Prozessionsstäbe       | Holz, farbig gefasst, 18. Jahrhundert         | in der Kirche St-Louvent (Lage) | PM10004655    | Inscrit      | 1977  |      |
| Skulptur Heiliger Lupentius | Holz, farbig gefasst, 16. Jahrhundert         | in der Kirche St-Louvent (Lage) | PM10004654    | Inscrit      | 1977  |      |
| Kapitell (1)                | mit zwei Sphingen; Kalkstein, 12. Jahrhundert | in der Kirche St-Louvent (Lage) | PM10003095    | Classé       | 1977  |      |
| Skulptur einer Heiligen     | Kalkstein, farbig gefasst, 16. Jahrhundert    | in der Kirche St-Louvent (Lage) | PM10000555    | Classé       | 1977  |      |
| Skulptur Madonna mit Kind   | Holz, farbig gefasst, 16. Jahrhundert         | in der Kirche St-Louvent (Lage) | PM10000554    | Classé       | 1977  |      |
| Kapitell (2)                | mit zwei Adlern; Kalkstein, 12. Jahrhundert   | in der Kirche St-Louvent (Lage) | PM10003096    | Classé       | 1977  |      |
| Taufbecken                  | Kalkstein, 12. Jahrhundert                    | in der Kirche St-Louvent (Lage) | PM10000553    | Classé       | 1908  |      |